# Hypochilus thorelli
Hypochilus thorelli  (лат.) — вид абажуровых пауков рода Hypochilus из семейства Hypochilidae. Северная Америка: США.

## Описание
Среднего размера пауки, длина самцов до 10,10 мм (самки крупнее — до 15,45 мм). Один из крупнейших представителей своего рода.
Вид Hypochilus thorelli был впервые описан в 1888 году американским зоологом Джорджем Марксом (George Marx, 1838—1895). Таксон Hypochilus thorelli включён в род Hypochilus. Видовое название H. thorelli дано в честь крупного шведского арахнолога Тамерлана Торелля (Dr. Tord Tamerlan Teodor Thorell, 1830—1901), открывшего более 1000 видов пауков.